# Tonina Torrielli

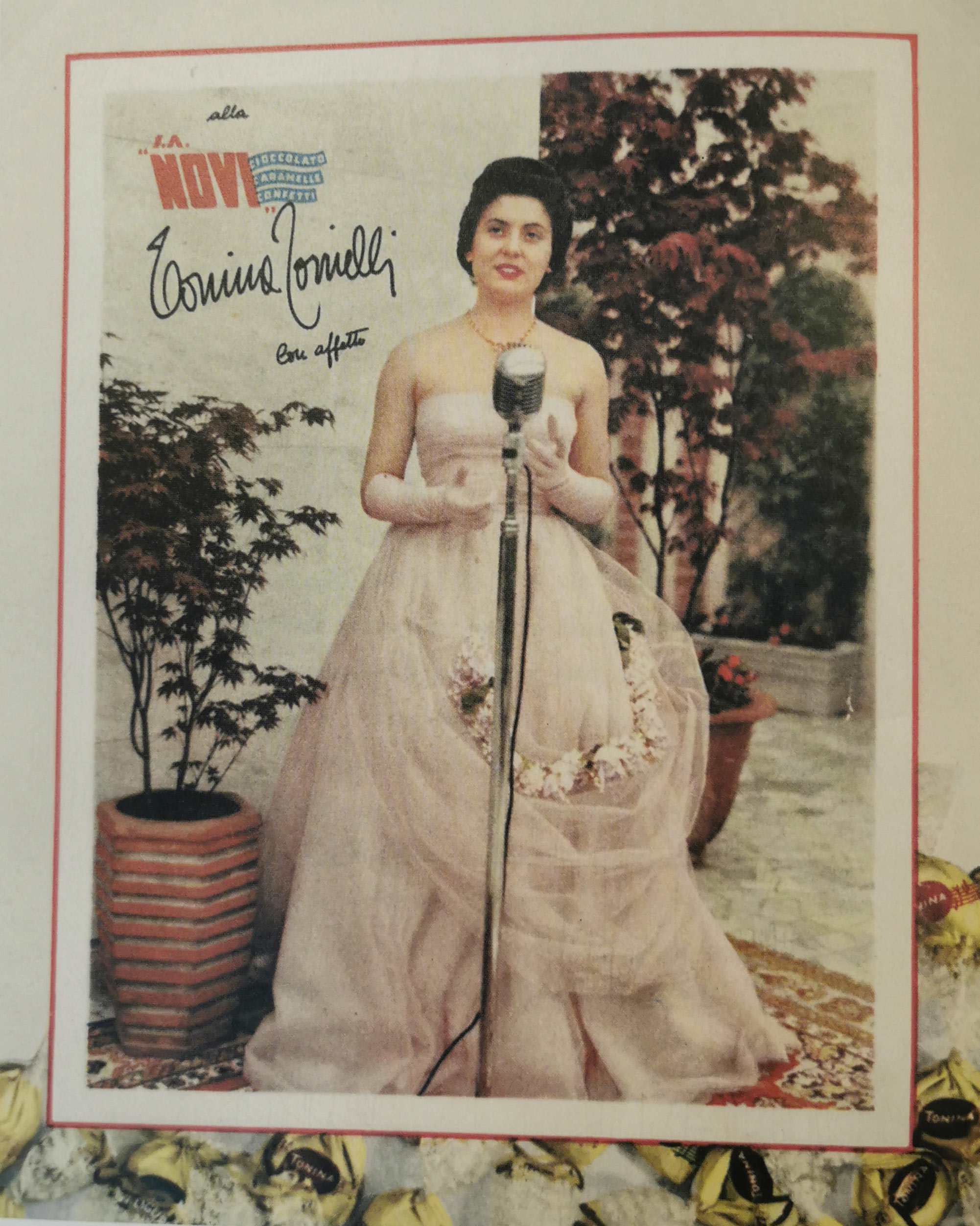
Tonina Torrielli

Tonina Torrielli (* 22. März 1934 in Serravalle Scrivia) ist eine italienische Sängerin, die von 1955 bis 1965 aktiv war.

## Leben und Wirken
Mit der Ballade Amami se vuoi erreichte sie den zweiten Platz beim Sanremo-Festival 1956, und im Anschluss durfte sie zusammen mit der Siegerin Franca Raimondi beim ersten Grand Prix Eurovision 1956 für Italien teilnehmen. Ihre Platzierung wurde allerdings nicht bekannt gegeben.
Bis 1963 nahm sie noch mehrmals erfolgreich am Sanremo-Festival teil, 1965 zog sie sich aus dem Musikgeschäft zurück, um mehr Zeit für ihre Familie zu haben. In späterer Zeit hatte sie noch vereinzelte Auftritte.